# Robert Taylor (informático)
Robert W. Taylor (10 de febrero de 1932-13 de abril de 2017), conocido como Bob Taylor. Posiblemente, la mayor figura en el desarrollo del Internet, el ordenador personal, y las tecnologías que apoyan la revolución del ordenador por todo el mundo. Su trabajo fue reconocido en 1999 por el premio de la Medalla Nacional de Tecnología. La cita dice: «Para el líder visionario en el desarrollo de la tecnología de computación moderna, incluyendo el inicio del proyecto ARPANET —precursor de Internet— y grandes logros en el desarrollo del ordenador personal y redes de ordenadores». En 2004, la Academia Nacional de Ingeniería le concedió, junto con Butler W. Lampson, Charles P. Thacker, y Alan Kay, el premio más alto, el The Draper Prize. La cita dice: "para la visión, concepto, y desarrollo de los primeros ordenadores personales prácticos conectados a una red".
Fue director de Información del Information Processing Techniques Office de ARPA (1965-69), el fundador y el posterior gerente del Computer Science Laboratory (CSL) de Xerox PARC (1970-83), y el fundador y gerente del Systems Research Center (SRC) de Digital Equipment (1983-96). Taylor reconoció que «El Internet no se basa solo en la tecnología; sino principalmente en la comunicación. El Internet une a la gente quien ha compartido intereses, ideas y necesidades, independientemente de la geografía». La Madre de Todas las Demostraciones no podía haber sucedido sin Robert Taylor quien ordenó financiar a la famosa demostración pública de Douglas Engelbart de 1968, en San Francisco que reunió a varios miles de expertos de informática. Engelbart, Bill English, Jeff Rulifson y el resto del equipo del Centro de investigación de Aumento Humano en el SRI mostró sobre una pantalla grande como él podría manipular un ordenador remotamente localizado en Menlo Park, mientras estaba sentando en un escenario en San Francisco, usando su ratón.